# Polo de Paris
Le Polo de Paris est un club sportif privé parisien créé en 1891 et situé dans le 16ème Arrondissement de Paris, en marge du bois de Boulogne.

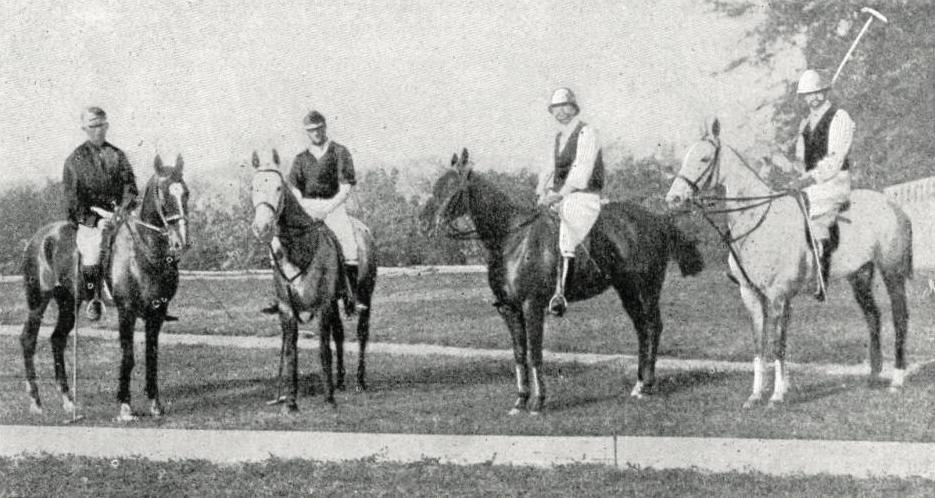
Le Bagatelle Polo Club de Paris, médaille de bronze aux Jeux Olympiques de 1900.

## Historique
Le Polo-Club de Paris a été créé en 1891 à l'initiative de passionnés de polo dont les deux frères Maurice et René Raoul-Duval. Il fut présidé et animé à ses débuts par Charles de La Rochefoucauld-Doudeauville, duc d'Estrées, secondé par plusieurs membres de l'aristocratie, dont le duc Decazes, le duc de Luynes, le comte J. de Madre, le duc de Morny, le prince de Poix, le baron de Rothschild et lord Shrewsbury. Il occupe 86 720 mètres[réf. souhaitée] carrés sur la Pelouse de Bagatelle dont il a obtenu la location du conseil municipal de Paris.
Il a accueilli les épreuves de polo lors des Jeux olympiques de 1900.
On peut y pratiquer divers sports tels que le polo, le tennis, l'équitation, l'escrime, le golf et la natation, mais le polo est sa section principale ; c'est le seul club de polo basé à Paris.
En 2010 le Polo de Paris comptait 3 250 membres,.

## Activités
En 2010, pour être admissible au Polo, il faut deux parrains, savoir patienter sur la liste d'attente, s'acquitter des droits d'admission de 15 000 euros et d'une cotisation annuelle de 875 euros,.
Il y a des conditions spéciales pour les membres non-résidents et les jeunes adultes enfants de membres.
La cotisation annuelle compte pour un sport, il faut la doubler pour un second.
Outre le polo depuis la fin du XIXe siècle, on peut y pratiquer le tennis, l'escrime, le tir, la natation, l’athlétisme, le golf, etc avec des professeurs attachés. Il y a aussi deux restaurants. Le club dispose de vastes écuries avec 179 stalles, une carrière et une salle d'hippologie. Il organise des compétitions internes ou externes, notamment de célèbres tournois de polo. Il existe à l'étranger des clubs correspondants.
Enfin l'annuaire annuel du Polo, à la présentation très sobre, offre la liste des membres et surtout celle des responsables de chaque comité spécialisé. Essentiel à connaitre pour une campagne en vue d'une adhésion personnelle, l'annuaire a aussi son importance pour la préparation d'un rallye dansant et d'autres projets mondains. Le Polo met également certains de ses espaces à la disposition d'évènements de prestige.

## Présidents
- 1892 : Charles, vicomte de La Rochefoucauld-Doudeauville, duc d'Estrées
- 1900 : Jean de Ganay
- 1905 : Armand, vicomte de La Rochefoucauld, duc de Doudeauville, frère du vicomte[6]
- 1921 : Duc Decazes
- 1939 : Hubert de Ganay
- 1950 : Baron Jacques de Nervo
- 1975 : Baron Élie de Rothschild
- 1982 : Général du Temple de Rougemont
- 1985 : Baron Michel Petiet
- 1987 : Comte Christian de Fels
- 1994 : Pierre-Christian Taittinger
- 1999 : Jean-Luc Chartier

## Membres
On trouve comme membres des dirigeants de grandes entreprises, des personnalités politiques, des diplomates, des magistrats et des avocats, dont :
- Philippe Louis-Dreyfus
- Lindsay Owen-Jones
- Bernard Arnault
- Édouard de Rothschild
- Yves-Thibault de Silguy